# Hickmanolobus jojo
Espèce
Hickmanolobus jojo est une espèce d'araignées aranéomorphes de la famille des Orsolobidae.

## Distribution
Cette espèce est endémique de Nouvelle-Galles du Sud en Australie. Elle se rencontre dans les monts Warrumbungles.

## Description
Le mâle holotype mesure 1,43 mm.

## Publication originale
- Baehr & Smith, 2008 : Three new species of the Australian orsolobid genus Hickmanolobus (Araneae: Orsolobidae). Records of the Western Australian Museum, vol. 24, no 4, p. 325-336 (texte intégral).